# Межевой архив
Межево́й архи́в (архи́в Межево́й канцеля́рии) — один из наиболее крупных и тщательно оберегаемых архивов Российской империи, являлся собранием документов, фиксировавших состояние помещичьего землевладения Российской империи на протяжении полутора столетий. 
Архив возник во второй половине XVIII века как крупнейшее учреждение, хранящее документацию по межеванию земель. Создание архива Межевой канцелярии было результатом складывания в России в XVIII веке особого комплекса документов межевых учреждений, создаваемых для проведения повсеместного межевания, основанного на инструментальной съёмке земельных владений. 
Для дворянства и государственного аппарата царской России он имел исключительно важное значение. Главной функцией его было документальное обеспечение права частной собственности на землю как основы существующего в России государственного строя. Поэтому к документам архива часто обращались землевладельцы.
В то же время в его работе объединялись функции и действующего архива, и исторического. А уже с XIX века ценную информацию из его документации стали черпать исследователи.
Архив формировался как хранилище документов трёх межеваний: Елизаветинского, Генерального и Специального. Кроме двух фондов - Межевой канцелярии, Канцелярии главного директора межевого корпуса и Управления Межевой частью Министерства юстиции – в архиве хранилось делопроизводство межевых контор, поступавшее по мере завершения межевания в отдельных губерниях, составившее основу целой группы фондов, образованных по территориальному признаку.
Особый комплекс составили документы, связанные с совместной деятельностью Межевого корпуса и Генерального штаба по составлению топографических карт губерний центральной России.
В настоящее время Межевой архив является составной частью крупнейшего хранилища отечественных документов дореволюционных лет — Российского государственного архива древних актов (РГАДА).

## История архива

### Архив Межевой канцелярии в XVIII веке
Межевой архив (с конца XIX века — Главный межевой архив) был создан указом Межевой экспедиции Сената от 14 января 1768 года. Этим указом предписывалось «после окончания межевания каждой губернии всю документацию содержать в особливо учреждающемся при Московской межевой губернской канцелярии межевом архиве». Однако у Межевого архива имеется своя предыстория.
С 1765 года до середины XIX века проводилось Генеральное межевание, которое узаконило за помещиками огромное количество земель, самовольно захваченных дворянами. Для проведения межевания была создана Межевая экспедиция Сената (преобразованная в 1794 году в Межевой департамент). Материалы по межеванию предписывалось передавать в архив Вотчинной коллегии, где хранилась документация по предшествующему межеванию. Однако в 1768 году было выяснено, что архив Вотчинной коллегии не приспособлен для хранения таких источников, которые находились в обветшавшем состоянии. Поэтому Сенат принял решение: документы по межеванию хранить в межевых архивах, которые предполагалось учредить в каждой губернии, а впоследствии пересылать их в архив Вотчинной коллегии. В это время проходило межевание в Московской губернии, и в 1768 году был открыт Межевой архив при Московской межевой канцелярии. Указом межевой экспедиции архив концентрировал материалы, имеющие для дворянства и государственного аппарата России очень важное значение. Не случайно его неофициальным названием было «Государственный межевой архив». Несмотря на это, сначала он испытывал трудности с помещением и оборудованием. Подавляющее большинство документов лежало на полу, причём дела были помяты, изодраны, испачканы, даже погнили и в некоторых местах были поедены мышами.
В 1788 году Межевой архив переместили во вновь построенное здание присутственных мест в Кремле. Здесь размещался ряд архивных учреждений и по распоряжению московского главнокомандующего документы по межеванию отделили «от прочих архивов стенами». Так проявили заботу о сохранности данных материалов. Межевой архив обеспечили необходимым оборудованием, выделив 117 больших и маленьких шкафов.
После разрешения вопроса с помещением комплектование архива пошло весьма интенсивно. Кроме документов по Генеральному межеванию в архив поступили отдельные источники по межеванию Ингерманландской губернии и более обширный комплекс материалов так называемого Елизаветинского межевания (середина XVIII века) по ряду уездов Московской губернии и частично Казанской и Архангельской губерний.
К концу XVIII века здесь находилось около девятисот тысяч дел. Архивисты не успевали разбирать материалы. Поэтому для приведения документов в порядок в декабре 1796 года Межевой архив разделили на два отделения: чертежное и канцелярское (в начале XIX века оно получило наименование «писцовое»). Были установлены две должности директоров. В дореволюционной литературе эти отделения часто именовали самостоятельными архивами.
В чертежном отделении хранились утверждённые планы с межевыми книгами, уездные планы, атласы, экономические примечания и алфавиты или реестры всех хранящихся планов. Систематизация картографических материалов (по сравнению с архивными документами Сената и коллегий) была хорошо разработана. В её основу положили территориальный признак. Источники распределялись по губерниям и уездам, на шкафах имелись наименования города или региона, документы которых здесь хранились. Благодаря этому нужные материалы можно было быстро отыскать.
Картографическая документация (планы, карты, атласы) и текстовая (межевые книги, экономические примечания) были тесно связаны между собой, дополняя друг друга. Особый интерес представляют экономические примечания, то есть объяснительные записки к картографическим материалам. Их составлению, полноте и точности уделялось большое внимание. Неоднократно составлялись инструкции, в которых уточнялись и дополнялись требования к составлению экономических примечаний. В них заносились фамилии владельцев, сведения о количестве и качестве земли, составе почвы, глубине и ширине рек, наличии полезных ископаемых, технике сельского хозяйства, возникновении и росте городов и др. Вплоть до того, какие сорта рыб водятся в водоемах или какие звери и птицы имеются в лесах.
В писцовом отделении было сконцентрировано делопроизводство по межеванию: поверочные планы, чертежи, полевые журналы, судебные решения, крепостные акты и др. Здесь же отлагались дела, поступившие из губернских контор по межеванию (продажные, спорные, следственные дела, указы Сената, документы различных межевых инстанций и т. д.).
Материалы межевых архивов освещают цели и задачи межеваний, захват дворянами крестьянских и государственных земель, национальную политику самодержавия, колонизацию окраин и Поволжья, борьбу крестьян за землю.
В Межевом архиве интенсивно велась разработка справочников, причём основное внимание уделялось составлению алфавитов. В 1797 году вышел указ Межевого департамента Сената, который предписывал разрабатывать к экономическим примечаниям два алфавита: первый — с наименованием земельных участков, второй — с фамилиями владельцев. Это облегчало справочную работу и одновременно способствовало улучшению сохранности материалов.
В самом конце XVIII века началась концентрация важнейших военных документов. В 1797 году возникло собственное Его Императорского Величества депо карт, в которое передали более двадцати тысяч карт, планов и атласов из упразднённого департамента Генерального штаба, некоторые картографические материалы из Эрмитажа. Вскоре сюда поступило небольшое количество текстовой документации из кабинета Екатерины II, канцелярии генерал-прокурора П. В. Лопухина. Ценное пожертвование было сделано канцлером А. А. Безбородко. Депо карт размещалось в нескольких комнатах Зимнего дворца, и нехватка помещения сдерживала его комплектование.

### Архив Межевой канцелярии в XIX – начале XX века
К началу XIX века архив Межевой канцелярии являлся одним из крупнейших в стране хранилищ документов. Являясь частью действующего учреждения, он постоянно пополнялся.
Один из самых драматичных периодов в истории русских архивов связан с Отечественной войной 1812 года, когда само самодержавие проявило заботу о материалах Межевого архива. 
Так, в середине августа 1812 года архив получил «секретное предписание» московского главнокомандующего Ф. В. Растопчина, в котором говорилось «об укладке дел… и о приуготовлении оных к вывозу по случаю военных обстоятельств». Для эвакуации документов Межевого архива потребовалось около девятисот подвод, и они были без всяких возражений выделены архиву. Эвакуируемые материалы Межевого архива отправлялись из Москвы пятью транспортами. Большая их часть была благополучно отправлена из Москвы во Владимир, а оттуда в Нижний Новгород. Этого нельзя сказать о некоторых документах, которые хотели эвакуировать водным путём. Их вместе с геодезическими инструментами и другим имуществом погрузили в барку с тем, чтобы отправить в Нижний Новгород. Но она сгорела при пожаре в Москве в начале сентября 1812 года вместе с домашним имуществом чиновников и солдат.
Межевые чиновники вернулись в Москву в феврале 1813 года, и занялись, в основном, разбором оставленных и уцелевших дел. К 1 июля 1813 года ими было «… разобрано мелочных дел 545». К ноябрю того же года ими было «… реестров освидетельствовано и выправлено на 3.521 дело, описано 5.200 и перемечено по листам 17.441 дело». 
Приведенные выше сведения позволяют говорить о том, что в Москве оставалось значительное количество межевых материалов. Сам же Межевой архив возвратился в Москву из Нижнего Новгорода лишь в марте 1814 года.
Точных сведений о количестве документов, погибших в Отечественную войну нет. В 1820-е годы директор Межевого архива С. П. Троянский высказал мнение о том, что было утрачено весьма значительное количество ценных дел. Однако, никаких списков погибших материалов составлено не было. В 1830-е годы проводилась ревизия Межевого архива, но и она не выявила количества уничтоженных дел, а ограничилась лишь проверкой состояния архива. 
Дальнейшие изменения в деятельности архива Межевой канцелярии связаны с ревизией учреждений межевого корпуса. Указом Сената от 15 декабря 1832 года сенатору И. У. Пейкеру поручалось произвести «подробное обозрение» материалов Межевого архива, Межевой канцелярии и губернских межевых контор. В ходе ревизии в работе Межевого архива были обнаружены существенные недочёты. 
В чертежном отделении была обнаружена недостача шестидесяти восьми планов и шестидесяти четырёх межевых книг. Многие материалы были неупорядочены. Так, в чертежном отделении хранились планы по двадцати четырём губерниям, но только планы трёх губерний оказались в «порядочном виде», а все остальные «обветшали». По рекомендации И. У. Пейкера были проведены работы по реставрации материалов и частичной замене оборудования.
В писцовом отделении в марте 1835 года было создано Временное отделение, которое функционировало два года. В его состав входили секретарь и двадцать канцеляристов. Для них была выработана инструкция, согласно которой следовало проверять наличие дел, устанавливать их хронологические рамки и составлять справочники. Временное отделение разработало и описало около двухсот восьмидесяти тысяч дел и выделило к уничтожению почти шестнадцать тысяч дел. Материалы Межевого архива были в целом приведены в порядок.
Со второй половины 1830-х годов в России началось Специальное межевание, финансируемое и организуемое государством при содействии выборных дворянских органов – посреднических комиссий. Посреднические комиссии были образованы в тридцати губерниях в 1839 году, а упразднялись с 1856 по 1884 год. Период их деятельности совпадал в основном с периодом Специального межевания в той или иной губернии.
С началом в стране Специального межевания архив стал пополняться планами с межевыми книгами этого межевания и делопроизводством. Одновременно продолжали поступать и документы Генерального межевания. Таким образом, количество документов сильно возросло.
В 1850 году Межевая канцелярия попыталась приобрести для размещения некоторых отделений здание недалеко от Покровки, в котором размещался Московский главный архив Министерства иностранных дел, но сделать это не удалось. Недостаток свободного места был преодолен за счёт более рационального размещения документов.
В течение многих десятилетий штат архива оставался стабильным, и к 1887 году он состоял из десяти служащих (двух директоров, четырёх смотрителей в Чертежном архиве и четырёх архивариусов в Писцовом). Кроме того, в каждый из архивов нанимали «канцелярских чиновников», число которых было неопределенно. Материальное обеспечение служащих было низким. Между тем пополнение архива шло весьма значительными темпами.
Так, с 1868 по 1887 год численность дел, хранящихся в Писцовом архиве, возросла на 72.299, т. е. в среднем за год в архив поступало около 4 тысяч дел. В чертежном архиве за этот период число хранящихся планов Генерального и Специального межевания вместе с межевыми книгами возросло на 132.133, т. е. ежегодный прирост в среднем составлял почти 7 тысяч документов. 
По отзыву заведующего С.-Петербургским сенатским архивом П. И. Баранова, Межевая канцелярия поражала всех посещавших своим внутренним благоустройством и изяществом, но у её архива однако имелись проблемы – отсутствие отопления в помещениях, не предусмотренное при строительстве кремлёвского здания.
Помещения архивов традиционно не отапливались в целях предохранения от пожара, по этой же причине они не освещались, приемлемым считалось только естественное освещение.
В первой половине февраля 1906 года Межевая канцелярия переехала в новое здание в Хохловском переулке, на значительное расстояние от Кремля. Архив же остался на старом месте и по-прежнему активно пополнялся поступающими документами. Становилось необходимым перемещение архива в другое, более удобное и емкое помещение. В связи с переездом Межевой канцелярии служащим её архива пришлось постоянно заниматься транспортировкой документов. А от частых перемещений дела ветшали. Выходом было бы строительство для архива нового здания, как предлагал Ф. В. Мещерский, директор Писцового отделения, рядом со зданием Межевой канцелярии.
В итоге, в августе 1913 года Управление Межевой частью информировало С. А. Китовского, председателя Межевой канцелярии, о том, что «в Министерстве юстиции возникло предположение о постройке в саду при Межевой канцелярии особого здания для переноса в него Чертежного и Писцового архивов канцелярии из кремлёвских присутственных мест с целью освободить занимаемые в них ныне архивами помещения для надобностей московских судебных установлений». Китовскому было предложено составить смету расходов. По его подсчётом затраты составили бы 450791 рубль. В итоге, осуществить задуманное не удалось, и архив остался в прежнем здании.

### Состояние архива после революции 1917 года
11 декабря 1917 года Постановлением Народного комиссариата юстиции РСФСР межевые учреждения были переданы Народному комиссариату земледелия РСФСР, а учебные заведения этого профиля – Народному комиссариату Просвещения РСФСР.
5 января 1918 года прекратило существование Управление Межевой частью, вместо него в составе народного комиссариата утверждался Центральный землемерно-технический отдел (ЦЗТО).
20 февраля 1918 года Ликвидационный отдел Комиссариата земледелия Московской области начал подготовку к упразднению Межевой канцелярии. В начале марта некоторые её служащие были уволены, другие направлены в распоряжение московского губернского землемера.
22 марта 1918 года приказом Народного комиссариата земледелия РСФСР упразднялась Межевая канцелярия, а оставшиеся в ней к тому времени служащие и Архив поступили в распоряжение ЦЗТО.
14 июля 1919 года постановлением СНК РСФСР Архив упразднённой Межевой канцелярии был принят Главным управлением по архивным делам. Архив получил новое название – Центральный межевой архив.
В 1938—1939-х годах архив вошёл в состав Государственного архива феодально-крепостнической эпохи (ГАФКЭ), ныне - Российский государственный архив древних актов (РГАДА).

## Научная деятельность Межевого архива
Создание научно-справочного аппарата, обеспечивающего максимально быстрый и безошибочный поиск документов, их рациональное размещение и продуманная маркировка относились к важнейшим задачам архива.
К началу XIX века значительная часть документов Архива Межевой канцелярии, составляющая Чертежный архив, была описана. Составление описей, в первую очередь на планы и межевые книги, было вызвано их ценностью как главных документов межевания. Методика их описания, заключавшаяся в систематизации их по мере поступления, по первой букве названия дачи, и внесения в описи, составленные в форме алфавита, была опробована уже в XVII веке. Прежние описи Чертежного архива заменялись новыми, но принцип их составления сохранялся.
Научно-справочный аппарат Писцового архива состоял из описей и алфавитных указателей, и находился далеко не в лучшем состоянии. Для приведения дел в порядок архивистами в 1834—1839 годы была проведена значительная работа по упорядочению хранения и по научной обработке документов. Проводившаяся с 1874 года каталогизация документов архива привела к созданию совершенного научно-справочного аппарата, а также уникального списка земельных владений и населённых пунктов обширной территории России, Белоруссии, Литвы, Молдавии, Украины, части Латвии за период с 60-х годов XVIII века по начало XIX века.
Экспертиза ценности документов не носила планомерный характер. Критерий отбора был формален и позволял подвергнуть уничтожению широкий круг материалов. Но все же многие документы, квалифицированные как не подлежащие хранению, передавались Историческому музею и Московскому археологическому институту.
Качество экспертизы обеспечивало участие в ней учёных, обладающих познаниями в области архивного дела (Н. В. Калачов, Д. Я. Самоквасов, Ю. В. Готье).
Документы архива широко использовались в практических целях, прежде всего для подтверждения прав собственности на землю, а также при планировании территорий военных поселений, проведении картографических работ.
Архив использовался и в научных целях. Традиция научного использования документов восходит к К. И. Арсеньеву. Документы архива становились объектами изучения и исследования таких учёных, как В. И. Семевский, Б. Д. Греков, П. П. Смирнов.

## Сад Межевой канцелярии
К зданию на Покровском бульваре примыкал старинный сад, который стал садом Межевой канцелярии, был закрыт для публики, и только в 1917 году стал публичным. В 1932 году сад был передан Всекопромсовету и получил имя В. П. Милютина. Для входа в него с бульвара сделали ворота. Здесь устраивались танцы, массовые игры, театральные спектакли и киносеансы.
Милютинским сад называется по сей день и является любимым местом отдыха москвичей, живущих в районе Ивановской горки. Является Памятником регионального значения.